# DCL
A DCL (DIGITAL Command Language) a legtöbb olyan operációs rendszer parancsértelmező nyelve, amelyet az egykori Digital Equipment Corporation adott ki. Legjellemzőbb  és legteljesebb változata manapság az OpenVMS rendszerekben található.
Mint a legtöbb parancsértelmező nyelv, ez is szkriptnyelv. A lexikális függvényeken keresztül közvetlen hozzáférést biztosít a kernel API-hoz.

## A parancsok szerkezete
A sor mindig a parancsszóval kezdődik. A parancsokat az egyértelműségig lehet rövidíteni, a teljes név és a minimális között bármilyen verziót elfogad a rendszer. Ezután a sorban akárhol szerepelhetnek a pozíció független minősítők, valamint paraméterek, és a paraméterekhez kapcsolódó minősítők.
A DCL minden parancsa case-insensitive, stringekben azonban megkülönbözteti. A stringen kívüli '!' jelzi a sorban a komment kezdetét, innentől figyelmen kívül hagyja az értelmező a sort.

## Adattípusok
A nyelv gyengén típusos, egy változó típusa mindig adott, de változhat. Ismeri a string, integer, bit tömb és tömb típusokat.

## Vezérlési szerkezetek
A nyelv ismeri az IF-THEN-ELSE szerkezetet és a GOTO, CALL és RET vezérlésátadó utasításokat. Nincs ciklus benne, ezt az IF és a GOTO összekapcsolásával kell elérnünk.

## Behelyettesítés
Lehetséges egy változó értékét behelyettesíteni egy adott helyre, és utána értelmeztetni a sort az értelmezővel. Például asszociatív tömböket lehet így megvalósítani.
```
$ index = "kulcs1"
$ tomb'index' = "ertek1"   ! tombkulcs1 = "ertek1"
$ index = 2
$ tomb'index' = "ertek2"   ! tomb2 = "ertek2"
```